# Куопио
Куопио (на фински Kuopio) е финландски град и община, намиращ се в провинция Източна Финландия в северната част на областта Савония. С населението си от около 92 500 души, това е осмият по големина град във Финландия. Градът заема площ от 1730 km2, почти половината от които са гори и езера. Гъстотата на населението е само 52 души/km2. Населението на Куопио, заедно с предградията му, е 120 000 души. Градът е основан през 1653 г. от Петер Брахе, но за официална дата на създаването му се приема 17 ноември 1775, когато Крал Густав III заповядва изграждането на град Куопио. Куопио е културният център на Източна Финландия. Край него е езерото Калавеси, като някои части от града са построени в него, подобно на островчета. Името на Куопио се свързва с националния деликатес калакуко (пирога с риба), с диалекта Саво, с хълма Пуийо и с кулата Пуийо. До май 2012 г. е седалище на главата на Финладската православна църква.

## Известни личности
Родени в Куопио
- Йени Вартиайнен (р. 1983), певица
- Ханес Колехмайнен (1889-1966), бегач